# 平颖柳叶箬
平颖柳叶箬（学名：Isachne truncata）为禾本科柳叶箬属下的一个种。

## 扩展阅读
- 維基物種上的相關：平颖柳叶箬